# اچ‌ام‌ان‌زداس تاراناکی (اف۱۴۸)
اچ‌ام‌ان‌زداس تاراناکی (اف۱۴۸) (به انگلیسی: HMNZS Taranaki (F148)) یک کشتی بود که طول آن ۱۱۲ متر (۳۶۷ فوت) بود. این کشتی در سال ۱۹۵۹ ساخته شد.